# M60-as autópálya (Magyarország)
Az M60-as autópálya az M6-osból ágazik ki Bólynál Pécs irányában, a nagyvárost 30,2 kilométer megtétele után éri el, közben három csomópontot érint. A további tervek között szerepel az autópálya folytatása Szentlőrinc és Barcs irányában, ahol az országhatárt átlépve csatlakozhat a Zágráb felé vezető horvátországi A13-as autópályába.

## Története
A Parlament 2007. november 12-i döntésének értelmében 2007 decemberében kezdődött meg a Bóly-Pécs szakasz építése. Az útszakasz teljes értékű, irányonként két forgalmi sávos autópályaként épült meg, generál-kivitelezője a Mecsek Autópálya Konzorcium volt. Az utat 2010. március 31-én adták át a forgalomnak.
2014-ben újabb 1,8 km-es szakasz építése kezdődött meg Barcs irányába, az 58-as főút végcsomópont és a kökényi út összekötésével. A 3,3 milliárd forintos beruházás célja volt, hogy csökkentse Pécs kertvárosi részén az M6/M60-as sztráda 2010-es átadása óta megnövekedett járműforgalmát. Az új szakaszon egy kilométer hosszan kétszer két, 800 méteren irányonként egy sávos, előbbin 130, utóbbin 110 kilométer az óránkénti megengedett legnagyobb sebesség. A kökényi úton körforgalom létesült. A kivitelező az EuroAszfalt Kft. és Soltút Kft. alkotta konzorcium volt. A munkálatok 2014. februárjában kezdődtek. A szakaszt 2015. július 31-én adták át a forgalomnak.
Ha az autópálya teljes hosszában elkészül, Barcsnál érheti el a horvát határt, és folytatódhat a horvát A13-as autópályán keresztül Zágráb irányába, Belovár érintésével.
2017 augusztusában bejelentették, hogy Pécs és Barcs között autóútként kívánják megépíteni a gyorsforgalmi utat, amit a későbbiekben autópálya szélességűre is ki lehet bővíteni. A pálya íve és a műtárgyak műszaki paraméterei autópályához lesznek kiépítve.
A tervezendő szakasz hossza 64,4 km lesz, és 110 km/h-val lehet majd rajta közlekedni. Szigetvár és Barcs között az autóútra fel- és lehajtók nem fognak épülni, amit a jelenlegi úthálózat kiépítettségével indokoltak.

### Tervezett Pécs – Szigetvár szakasz
2020. augusztus 14-én bejelentették, hogy az M60-as gyorsforgalmi út újabb Pécs-Szigetvár közötti szakaszának építési engedélyezési terveit mintegy 37 kilométeren az UNITEF ’83 Kft és az UTIBER Kft. konzorciuma tervezi meg, összesen 1,219 milliárd forintos költséggel. A kétszer két sávos, autópályává fejleszthető gyorsforgalmi út tartalmaz 3 különszintű csomópontot, 2 szintbeni csomópontot 6-os főútra visszakötve, egy kétoldali egyszerű pihenőt, egy kétoldali komplex pihenőt, egy mérnökségi telephelyet és rendőrségi épületet, illetve összesen 33 különböző típusú hidat is.

## Fekvése
A sztráda a bólyi elágazás után Baranya vármegye belseje felé halad, érintve a Villányi borvidéket és Pécs agglomerációját.

## Fenntartása
Az autópályát a következő autópályamérnökségek felügyelik és tartják fenn: Mecsek Autópálya Koncessziós Zrt.

## Díjfizetés
Az M60-as autópálya használata Bóly és 58-as főút között díjköteles, országos vagy Baranya vármegyei e-matricával vehető igénybe.

## Díjmentes szakaszok
Az 58-as főút és a Kökényi út közötti 1,8 kilométeres szakasz az M60-as autópálya továbbépítéséig díjmentes.

## Külső hivatkozások
- Archiválva 2017. december 5-i dátummal a Wayback Machine-ben
- Nemzeti Infrastruktúra Fejlesztő Zrt.
- M6-M60 autópálya információs oldala
- Index.hu
- Utazás szimulátor (M60-as autópálya Mohács–Pécs szakasz)